# 浦真人
浦 真人（うら まさと、1983年12月29日 - ）は、日本の元ラグビー選手。

## プロフィール
- 福岡県出身[1]。
- ポジションはロック(LO)。
- 身長 190cm、体重 105kg
- ニックネームはウラ。
- U19日本代表や学生日本代表に選ばれたことがある。

## 略歴
2002年、大分舞鶴高校卒業後、同志社大学に入る。
2006年、同志社大学卒業後、九州電力キューデンヴォルテクスに加入。同年9月9日に行われたトップキュウシュウA第1節の三菱自動車水島戦に先発出場で公式戦初出場を果たした。
2022年、現役を引退した。